# Histórias Diversas

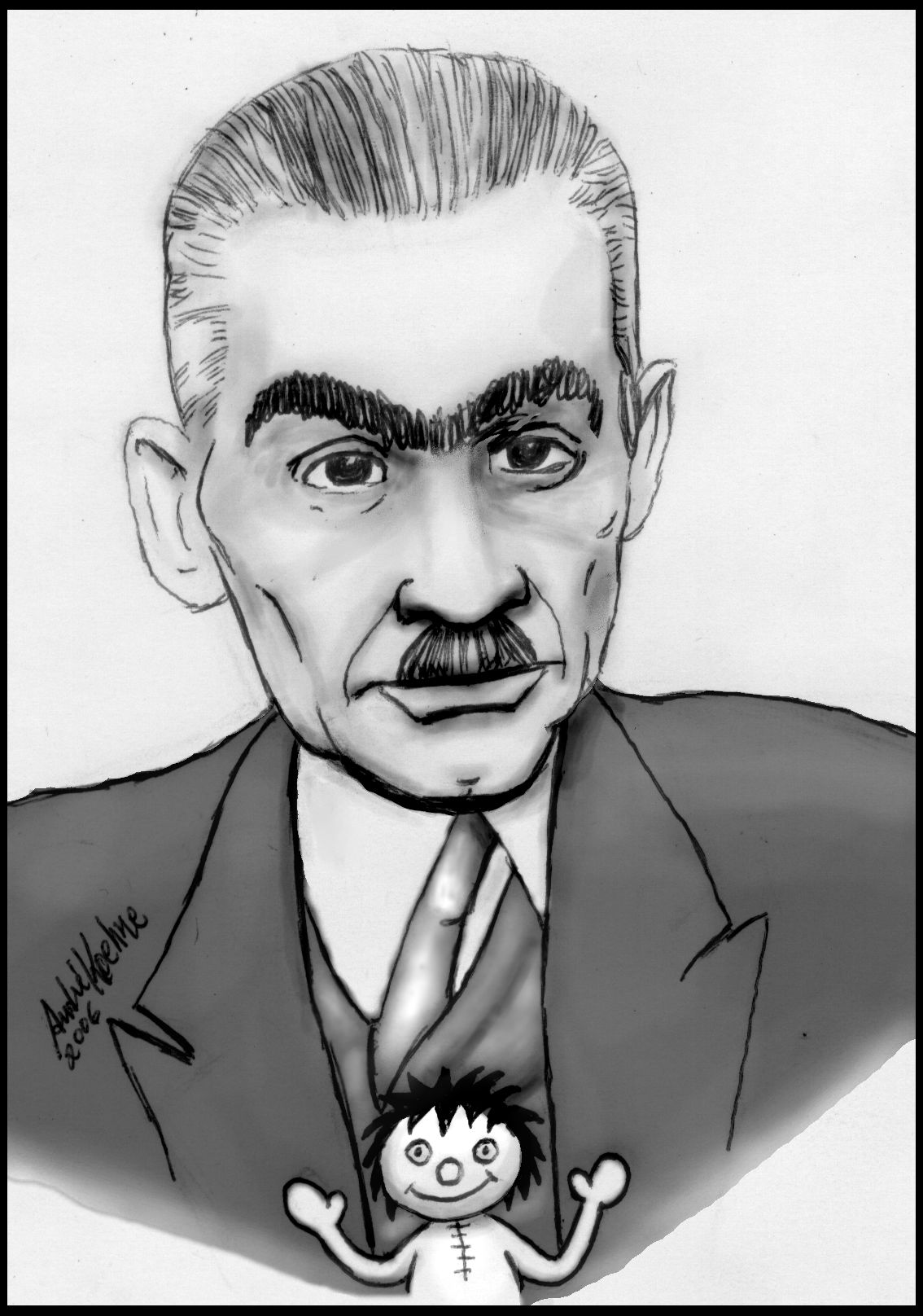
Monteiro Lobato

Histórias Diversas é um livro infantil publicado em 1947, nas obras completas de Monteiro Lobato, e que contém histórias escritas por Monteiro Lobato.
Algumas destas histórias deveriam ter virado livros se o autor não tivesse morrido em 1948 e, as outras, são histórias que nunca foram mostradas nos livros de Monteiro Lobato. A única exceção é O museu da Emília, que foi escrita por Monteiro Lobato para ser uma peça de teatro para um colégio de São Paulo, em 1938.

## Histórias
1. As botas de sete léguas
2. A rainha Mabe
3. A violeta orgulhosa
4. O periscópio
5. A segunda jaca
6. A lampreia
7. Lagartas e borboletas
8. As fadas
9. A reinação atômica
10. As ninfas de Emília
11. O centaurinho
12. Uma pequena fada
13. Conto argentino
14. O museu da Emília